# نیت هارتلی
نیت هارتلی (به انگلیسی: Nate Hartley) (زاده ۱۷ ژانویه ۱۹۹۲ ) بازیگر آمریکایی است.
از فیلم‌های معروف او می‌توان به بازی در فیلم دریل‌بیت تیلور اشاره کرد.